# Samhällets styvbarn
Riksförbundet för Samhällets styvbarn är ideell förening för Sveriges tidigare barnhems-, fosterhems- och familjehemsbarn, samt deras anhöriga. Samhällets Styvbarn bildades 20 mars 2004 vid ett möte på f.d. Vidkärrs barnhem i Göteborg.

## Verksamhet
Samhällets styvbarn verkar enligt sitt program på tre områden: för ömsesidigt stöd mellan alla samhällets styvbarn, för upprättelse åt dem som utsatts för övergrepp eller vanvårdats inom samhällets barnavård, samt med bevakning av dagens barnpolitik som rör samhälleliga omhändertaganden. Riksförbundet samarbetade med den utredning som 2006 tillsattes för att granska vanvård inom den sociala barnavården.
Riksförbundets arbete grundas enligt dess stadgar på demokratiska värderingar och mänskliga rättigheter.
Riksförbundet utger sedan 2008 ett nyhetsblad, Styvbarnen informerar. Ordförande sedan 2014 är Robert Wahlström.

## Historia
Samhällets styvbarn startades efter en serie radioprogram, producerade av Ylva Mårtens, vilka bl.a. behandlade barnhemsbarn. Initiativtagare var Kent Sänd, Kerstin Aleryd och Pia (som ville vara anonym).
Ett inslag i SVT:s Dokument inifrån i november 2005 gav Samhällets styvbarn stor uppmärksamhet. Kent Sänd och hans bror Bengt Sändh intervjuades om övergrepp de utsatts för på Vidkärrs barnhem. Programmet fick stor respons från tittarna och många vittnade om övergrepp även på andra barnhem.
Samhällets styvbarn startade som en förening, men ombildades 28 februari 2009 till ett riksförbund.

## Namnet
Namnet Samhällets styvbarn var den tidiga kvinnorörelsens beteckning på barnhemsbarn och utomäktenskapliga barn. Beteckningen kommer ursprungligen från Danmark, där det hette "Samfundets stedbarn". Beteckningen har även använts om andra utsatta grupper i samhället.